# Sociochelifer metoecus
Genre
Espèce
Sociochelifer metoecus, unique représentant du genre Sociochelifer, est une espèce de pseudoscorpions de la famille des Cheliferidae.

## Distribution
Cette espèce se rencontre en Afrique du Sud et en Namibie.

## Habitat
Cette pseudoscorpion se rencontre en symbiose avec le passereau Philetairus socius, le Républicain social.

## Publication originale
- Harvey, Lopes, Goldsmith, Halajian, Hillyer & Huey, 2015 : A novel symbiotic relationship between sociable weaver birds (Philetairus socius) and a new cheliferid pseudoscorpion (Pseudoscorpiones : Cheliferidae) in southern Africa. Invertebrate Systematics, vol. 29, no 5, p. 444-456.